# Primipil
El primipil (primipilus, també primus pilus), era el centurió de la primera centúria de la primera cohort d'una legió romana. Era el rang màxim que un soldat ras podia tenir a l'exèrcit romà, després de les reformes de Mari, havia d'estar allistat molt de temps, demostrar valor i sensatesa, i ser capaç de tenir un bon lideratge sobre els seus soldats i servir com a exemple. La traducció literal de la paraula seria la de "primer pílum (javelina)".
A la República Romana, la cohort era la unitat estratègica bàsica de les legions. La cohort tenia entre 5 i 8 centúries, cadascuna d'elles dirigida per un centurió ajudat per un optio, un soldat capaç de llegir i escriure. El centurió de més graduació en una legió, el que comandava la primera cohort era primipil, un soldat professional que també actuava d'assessor del legat. Encara que les cohorts estaven formades entre 5 i 8 centúries, la que era comandada pel primipil en tenia 10, és a dir, 800 homes. A més hi havia tot el personal no combatent, com els cuiners, els sacerdots i altres acompanyants.
El primipil tenia només tres càrrecs per damunt de la seva autoritat: el legat (legatus legionis), que comandava l'exèrcit, el tribú (tribunus laticlavus), que comandava cada una de les legions i el prefecte dels campaments (praefectus castrorum). Per la seva experiència, el primipil podia participar en les reunions de l'estat major.